# Oscilador controlado por tensión

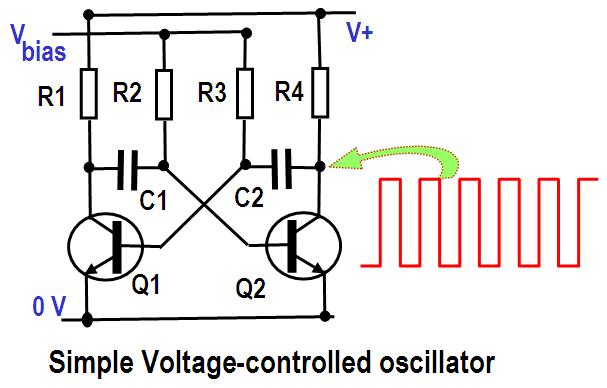
Oscilador controlado por tensión

Un Oscilador controlado por tensión o VCO (Voltage-controlled oscillator) es un dispositivo electrónico que usa amplificación, realimentación y circuitos resonantes que da a su salida una señal eléctrica de frecuencia proporcional a la tensión de entrada. Típicamente esa salida es una señal senoidal, aunque en VCOs digitales es una señal cuadrada.
Cuando la entrada es 0V, el VCO tiene una señal con una frecuencia llamada frecuencia libre de oscilación y ante variaciones de la entrada, sube o baja la frecuencia de su salida de forma proporcional.
Una aplicación típica de los VCO es generar señales moduladas en frecuencia (FM). También son usados como parte de Bucles de enganche de fase. Suelen emplearse en aplicaciones electrónicas de comunicaciones.
En su construcción pueden emplearse distintos dispositivos, siendo los más habituales los diodos varicap y los cristales de cuarzo.
Este tipo de osciladores suele presentar problemas debido a que los cambios de temperatura (humedad) afectan a la afinación del mismo.